# 媽媽瑪加利大
可敬者瑪加利大·奧其納（義大利語：Margherita Occhiena；1788年—1856年）聖若望·鮑思高的母親 。

## 生平
瑪加利大·奧其納於1788年4月1日在薩丁尼亞王國阿斯蒂省卡普里廖出生。同日，她在堂區的聖堂領受聖洗聖事。後來，她與方濟各·鮑思高 （Francesco Bosco）結婚，但在27歲時成為寡婦。她與方濟各居住在碧基（Becchi）。
她的丈夫突然離世後，瑪加利大在極度貧困中獨力照顧家庭。這家庭還有方濟各的母親（聖鮑思高的祖母），她因癱瘓而需要別人照顧；還有安多尼（Antonio，方濟各第一段婚姻的兒子）以及她的兩個兒子——若瑟（Giuseppe）和若望（Giovanni，未來的聖鮑思高）。
她雖然不識字，卻充滿智慧，她援助了很多貧苦的街童。她常把天主置於首位，以貧苦、祈禱和犧牲的生活，把自己奉獻於天主。
她在1856年11月25日逝世，享年68歲。許多孩子陪伴她到墓地，並為這位母親流淚痛哭。

## 列入「可敬者」

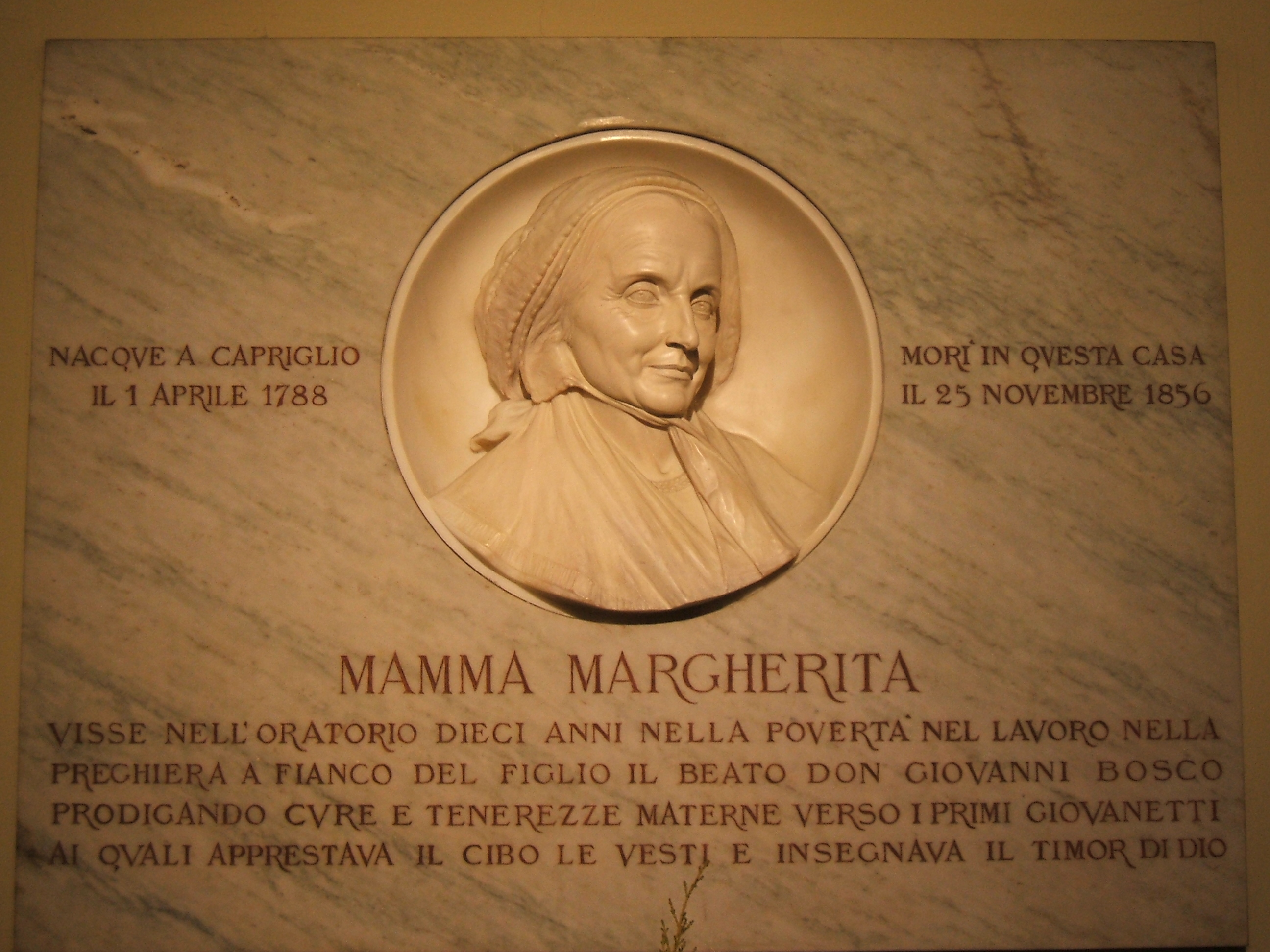
瑪加利大·奧其納的紀念牌，攝於都灵進教之佑圣母圣殿

1995年，教區在都靈展開聖德名聲的諮詢。1996年，相關的行實呈交到聖座封聖部。2000年，呈上有關其德行的報告；同年，歷史學家給予無異議的認可。2006年5月26日，神學家們在特別委員會中對瑪加利大英豪的聖德，作出完全一致的正面的裁定。最後，樞機和主教們於10月17日的會議中，確認這位「天主忠僕婢」在超德（信、望、愛三德）、樞德（智德、義德、勇德、節德）和其他相關德行上，達到了英豪的程度。
封聖部部長若瑟·薩拉依瓦·瑪爾定樞機簽署了相關的報告，並呈交教宗本篤十六世。教宗接納和認可封聖部的意見，並於同日宣佈：可以肯定，天主忠僕婢瑪加利大·奧其納——方濟各·鮑思高的遺孀、一位家庭主婦，已在信望愛三德，四樞德及其他德行上達到了英豪的程度。

## 參看
- 聖鮑思高